# Frăsinetu de Jos, Călărași
Frăsinetu de Jos este un sat în comuna Frăsinet din județul Călărași, Muntenia, România.